# Bagarius
Bagarius (en tailandés ปลาแค้) es un género de peces de la familia Sisoridae que incluye cinco especies más una especie extinta. Es originario de los ríos asiáticos.

## Especies
Las especies reconocidas del género son:
- Bagarius bagarius (Hamilton, 1822)
- Bagarius gigas † Günter 1876
- Bagarius lica Volz, 1903
- Bagarius rutilus Ng & Kottelat, 2000
- Bagarius suchus Roberts, 1983 (crocodile catfish)
- Bagarius vegrandis Ng & Kottelat, 2021 (dwarf goonch catfish)